# Hem-PC-reformen
Hem-PC-reformen var en reform i Sverige som gav anställda i Sverige en möjlighet att skattefritt låna – eller hyra mot så kallat bruttolöneavdrag – en persondator med tillbehör. Reformen infördes 1997. Efter avtalsperioden, ofta tre år, fick man köpa datorn till marknadspris på begagnatmarknaden. Under reformen fick många svenskar tillgång till PC i hemmet och datorkunskaperna steg bland allmänheten.

## Genomslag
De fackliga centralorganisationerna LO och TCO erbjöd sina medlemmar liknande lösningar innan reformen trädde i kraft. Beslutet om reformen togs 1997 av Sveriges riksdag (när Thomas Östros var näringsminister) för att höja den digitala kompetensen i Sverige. I IT-kommissionens utredning från 2002 svarade 71 procent av de tillfrågade i en undersökning att de hade förbättrat sina datorkunskaper av att ha en hem-PC. Även arbetsgivarna, 74 procent, ansåg att anställda hade höjt datorkompetensen. I en utredning från Justitiedepartementet med fokus på digitala klyftan i Sverige 2002, uttrycktes att reformen var en viktig åtgärd men endast tillgänglig för arbetstagare och inte alla.

## Ökad försäljning
Genomgången av reformen från 2002 visade att 850 000 persondatorer hade levererats mellan januari 1998 och slutet av 2001 genom reformen. I samma rapport konstaterades att ca 1 miljon svenskar fick tillgång till PC i sitt hem under den tiden. Resultaten av reformen debatterades utifrån huruvida det påverkade försäljningen eller inte av PC under perioden som var väldigt stor. Andra faktorer som kan ha påverkat PC-vågen var stora investeringar inom offentlig sektor och även i länder som Finland skedde en stor ökning av försäljning under samma tid.

## Avskaffande
Reglerna sågs över av Statskontoret 2005 på uppdrag av regeringen Persson. En bit in på 2000-talet hade försäljningen minskat kraftigt. I en undersökning 2005 uppgav 9 av 10 med subventionerad hem-PC att de skulle ha skaffat dator även utan subventionen, och en majoritet skulle hellre föredra stöd för bredbandsanslutning. Strax innan hem-PC-systemet avskaffades ökade dock försäljningen.
Moderaterna argumenterade i en budgetmotion 2005 att reformen blivit förlegad och föreslog att i stället lägga pengar på arbetslöshetsåtgärder.
Regeringen Reinfeldt införde förmånsbeskattning av lånet av hem-PC för år 2007 med förmånsvärdet 2 400 kr, och för år 2008 med 4 800 kr. Från 2009 beskattas förmånen till marknadsvärdet.